# De Havilland Leopard Moth
de Havilland DH.85 Leopard Moth là một loại máy bay chở khách ba chỗ, do hãng de Havilland Aircraft Company thiết kế chế tạo vào năm 1933.

## Quốc gia sử dụng

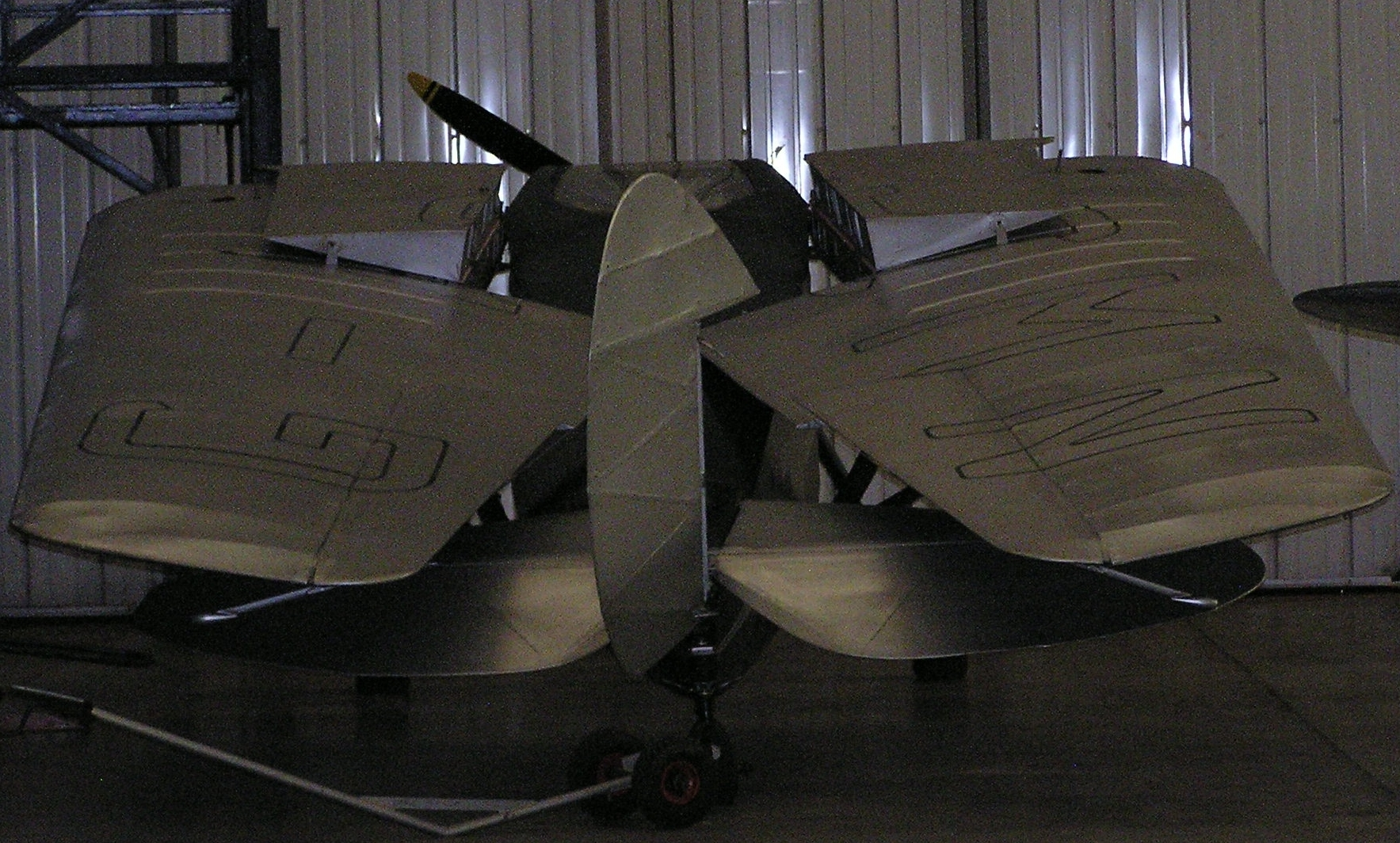
Leopard Moth, trưng bày với cánh gập lại

### Quân sự
Belgian Congo
- Force Publique - Aviation militaire de la Force publique.

 Đức
- Luftwaffe (số lượng nhỏ)<

 India
- Không quân Hoàng gia Ấn Độ

 Hà Lan
- Không quân Lục quân Hà Lan

 Bồ Đào Nha
- Không quân Bồ Đào Nha

 South Africa
- Không quân Nam Phi

 Southern Rhodesia
- Không quân Nam Rhodesia

 Tây Ban Nha
- Không quân Tây Ban Nha

 Straits Settlements
- Không quân Tình nguyện Malaya

 Anh Quốc
- Không quân Hoàng gia
- Hải quân Hoàng gia.

 Kingdom of Yugoslavia
- Không quân Hoàng gia Nam Tư

### Dân sự
India
- Air India [1]

## Tính năng kỹ chiến thuật (DH.85)

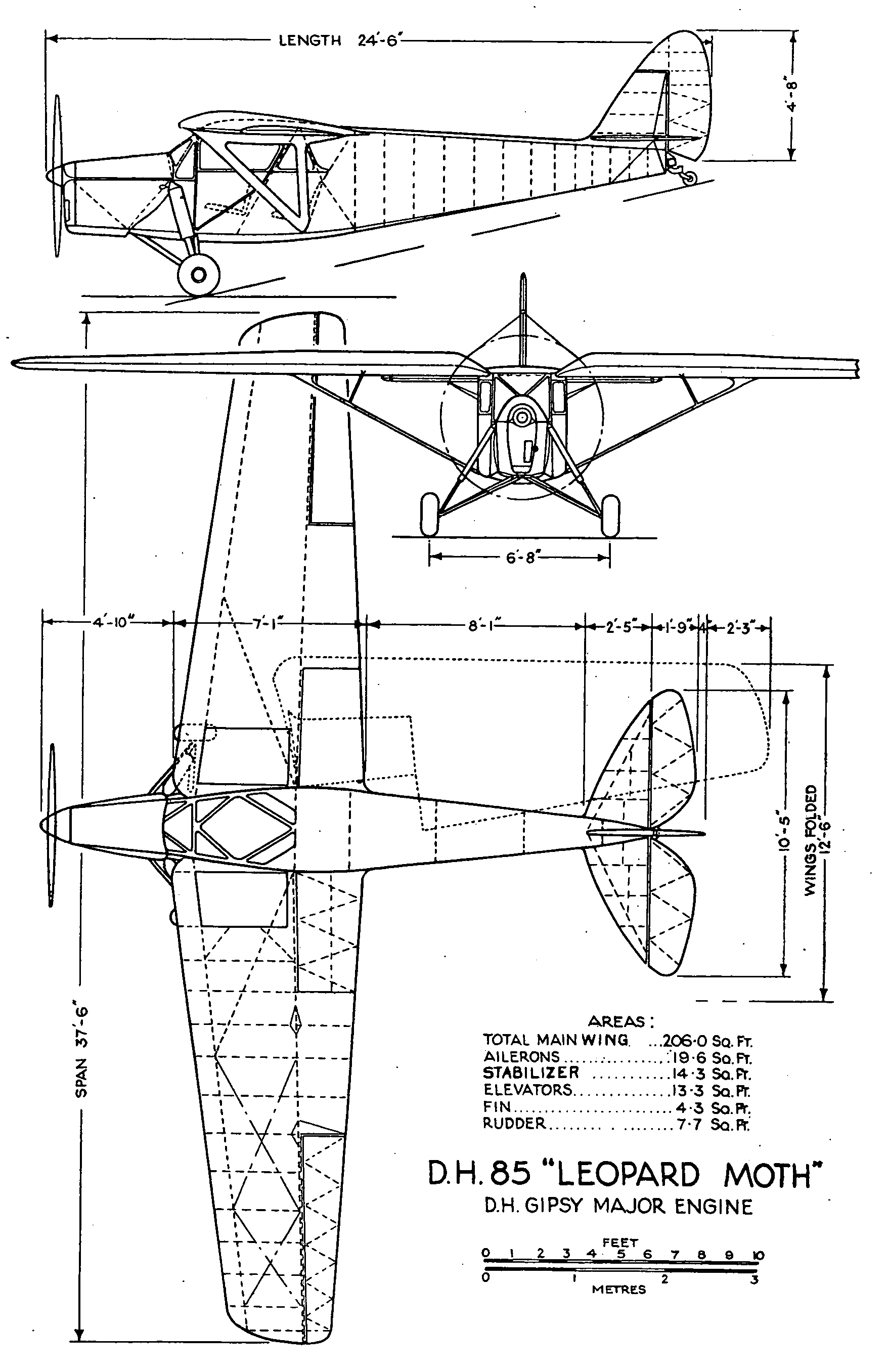
De Havilland DH.85

Dữ liệu lấy từ De Havilland Aircraft since 1909 
Đặc điểm tổng quát
- Kíp lái: 1
- Sức chứa: 2 hành khách
- Chiều dài: 24 ft 6 in (7,47 m)
- Sải cánh: 37 ft 6 in (11,43 m)
- Chiều cao: 8 ft 9 in (2,67 m)
- Diện tích cánh: 206 ft2 (19,1 m²)
- Trọng lượng rỗng: 1.290 lb (586 kg)
- Trọng lượng có tải: 2.225 lb (1.011 kg)
- Động cơ: 1 × de Havilland Gipsy Major, 130 hp (97 kW)

 Hiệu suất bay 
- Vận tốc cực đại: 137 mph (119 knot, 221 km/h)
- Vận tốc hành trình: 119 mph (103 knot, 192 km/h)
- Tầm bay: 715 mi (622 hải lý, 1.151 km)
- Trần bay: 21.500 ft (6.560 m)
- Vận tốc lên cao: 550 ft/phút (2,8 m/s)